# Натив Экспресс
Натив Экспресс (ивр. נתיב אקספרס‎) — одна из крупнейших автобусных компаний в Израиле.

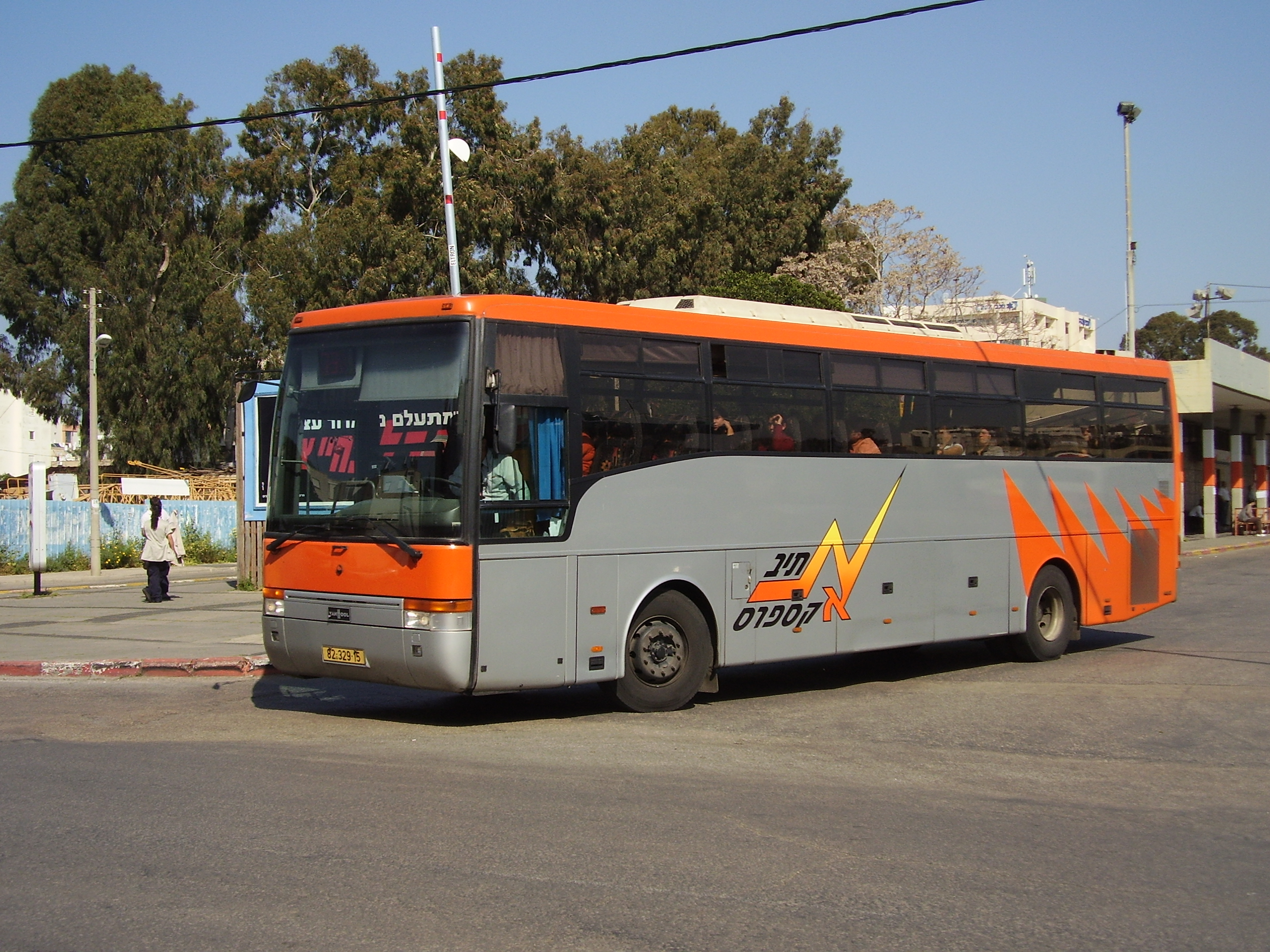
Автобус Натив Экспрес в Хадере

## История
«Натив Экспресс» была основана в 2001 году, и вскоре выиграла тендер в двух регионах, которые ранее обслуживала компания Эгед — как часть национальной политики министерства транспорта по распределению общественного транспорта по нескольким фирмам.
«Натив Экспресс» начал обслуживать маршруты на севере Шарона 31 декабря 2001 года, и в Верхней Галилее — 28 января 2002 года. Сегодня Натив Экспресс является основным перевозчиком Западной Галилеи (города Нагария, Метула, Шломи, Цфат).
Количество религиозных автобусов на линии Бней-Брак — Иерусалим удвоилось по сравнению со временем, когда этот маршрут обслуживал Эгед. Кроме того, Натив Экспресс добавил маршруты в населенные пункты, в которые общественной транспорт ходил крайне редко, либо не ходил вообще. В Нетании автобусы компании дополняют маршруты Эгед, что для Израиля редкость из-за принятого в Израиле правила «на каждом маршруте — одна компания».
Натив Экспресс полностью принадлежит автобусной компании из Назарета «Nazareth Transport and Tourism».
В 2016 году Натив Экспресс был оштрафован на миллион шекелей за некачественное обслуживание (невыполнения рейсов, опоздания более 10 минут и неостановка пассажирам). Кроме того, компания подвергается критике по религиозным мотивам.

## Mаршруты
Натив Экспрес обслуживает следующие маршруты:
- Нетания — Тель-Авив.
- Верхняя Галилея с центральными узлами в Цфате И Нагарии.
- Внутренние линии в Нагарии, Цфате и Маалоте.